# Celastrina
Celastrina Tutt, 1906 è un genere di lepidotteri appartenente alla famiglia Lycaenidae.

## Distribuzione e habitat
Queste farfalle sono presenti in buona parte dell'emisfero settentrionale, America del Nord, Nord Africa e l'Europa, l'Asia e le isole del Pacifico, Giappone, Ceylon, Filippine.

## Tassonomia
- Celastrina acesina (Bethune-Baker, 1906) presente in Papuasia.
- Celastrina algernoni (Fruhstorfer, 1917)
  - Celastrina algernoni algernoni (Hayashi et Iwanaga, 1974)
  - Celastrina algernoni kadazanensis (Barlow, Banks et Holloway, 1971)
- Celastrina argiolus (Linnaeus, 1758) — Azuré des nerpruns o Argus à bande noire.
  -  Celastrina argiolus argiolus presente in Europa, Asia Minore e in Siberia
  -  Celastrina argiolus bieneri Forster, 1941 presente in Kamčatka
  -  Celastrina argiolus caphis (Fruhstorfer, 1922)
  -  Celastrina argiolus hypoleuca (Kollar, [1849]) in Asia centrale
  -  Celastrina argiolus iynteana (de Nicéville, 1884) le Hedge Blue presente in Nepal, Tibet, Thailandia e Vietnam.
  -  Celastrina argiolus ladonides (d'Orza, 1869) presente in Giappone e sulle isole Curili
  -  Celastrina argiolus mauretanica (Rothschild, 1925)
  -  Celastrina argiolus sikkima (Moore, [1884]) e la  Celastrina argiolus kollari (Westwood, [1852]) le Hill Hedge Blue
  -  Celastrina argiolus sugurui Eliot et Kawazoé, 1983 presente nelle Filippine.
- Celastrina carna (de Nicéville, 1895).
- Celastrina ceyx (de Nicéville, 1893).
- Celastrina echo (Edwards, 1864) presente sulla costa pacifica dell'America del Nord.
- Celastrina fedoseevi Korshunov et Ivonin, 1990, verso l'Amur.
- Celastrina filipjevi (Riley, 1934) nel nord-est della Cina
  - Celastrina filipjevi filipjevi
  - Celastrina filipjevi admirabilis (Sugitani, 1936)
- Celastrina gigas (Hemming, 1928) presente nell'Himalaya.
  - Celastrina gigasfujianensis (Huang, 1994) nell'Hunan
- Celastrina gozora (Boisduval, 1870) presente in America centrale, Messico, Panama, Honduras.
- Celastrina hersilia (Leech, 1893) in Nepal e in Cina.
  - Celastrina hersilia hersilia
  - Celastrina hersilia evansi (Toxopeus, 1927)
  - Celastrina hersilia vipia (Cantile et Norman, 1960)
- Celastrina huegelii (Moore, 1882) nell'Himalaya in India e a Ceylan. 
  - Celastrina huegelii huegelii la Large Hedge Blue.
  - Celastrina huegelii dipora (Moore, 1865) la Dusky Blue Cupid.
- Celastrina humulus Scott et Wright, 1998.
- Celastrina idella Wright et Pavulaan, 1999.
- Celastrina ladon (Cramer, 1780) la Spring Azure presente in America del Nord.
  - Celastrina ladon ladon
  - Celastrina ladon argentata (Fletcher, 1903)
  - Celastrina ladon cinerea (Edwards, 1883) nell'Arizona.
  - Celastrina ladon lucia ou Celastrina lucia (Kirby, 1837) la Boreal Spring Azure.
  - Celastrina ladon nigrescens (Fletcher, 1903)
  - Celastrina ladon sidara (Clench, 1944) nel Colorado.
- Celastrina lavendularis (Moore, 1877) Plain Hedge Blue in India, Cina e nelle Filippine.
  - Celastrina lavendularis lavendularis
  - Celastrina lavendularis aroana (Eliot et Kawazoé, 1983
  - Celastrina lavendularis chloe Eliot et Kawazoé, 1983
  - Celastrina lavendularis floresiana (Courvoisier, 1912)
  - Celastrina lavendularis gadara (Fruhstorfer, 1910)
  - Celastrina lavendularis hermesianax (Fruhstorfer, 1910)
  - Celastrina lavendularis himilcon (Fruhstorfer, 1909)
  - Celastrina lavendularis isabella Corbet, 1937
  - Celastrina lavendularis limbata (Moore, 1879)
  - Celastrina lavendularis lyce (Grose-Smith, 1895)
  - Celastrina lavendularis placidina (Fruhstorfer, 1917)
- Celastrina morsheadi (Evans, 1915) in Tibet.
- Celastrina neglecta (Edwards, 1862).
- Celastrina neglectamajor Opler et Krizek, 1984.
- Celastrina nigra (Forbes, 1960) chiamata Dusky Azure o Spring Sooty o Sooty Azure presente negli Stati Uniti occidentali
- Celastrina ogasawaraensis (Pryer, 1883) presente in Giappone.
- Celastrina oreas (Leech, 1893) in Cina.
  - Celastrina oreas oreas
  - Celastrina oreas arisana (Matsumura, 1910)à Taiwan
  - Celastrina oreas baileyi Eliot & Kawazoé, 1983
  - Celastrina oreas hoenei Forster, 1941
  - Celastrina oreas limingani Huang, 2001
  - Celastrina oreas lixianica Sugiyama, 2004
  - Celastrina oreas mirificus (Sugitani, 1936) in Corea
  - Celastrina oreas oreana (Swinhoe, 1910)
  - Celastrina oreas septentrionis Forster, 1941
  - Celastrina oreas yunnana Eliot & Kawazoé, 1983
- Celastrina perplexa Eliot & Kawazoé, 1983
  - Celastrina perplexa perplexa
  - Celastrina perplexa kuroobi Yoshino, 2002
- Celastrina phellodendroni Omelko, 1987 presente nel nord-est della Cina.
- Celastrina philippina (Semper, 1889) nelle Filippine.
  - Celastrina philippina philippina
  - Celastrina philippina cinctuta (Grose-Smith, 1895)
  - Celastrina philippina epicharma (Fruhstorfer, 1910)
  - Celastrina philippina gradeniga (Fruhstorfer, 1910
  - Celastrina philippina labranda (Fruhstorfer, 1917)
  - Celastrina philippina lychorida (Fruhstorfer, 1922)
  - Celastrina philippina nedda (Grose-Smith, 1894)
  - Celastrina philippina phuste (Druce, 1895)
  - Celastrina philippina vulcanica (Rothschild, 1915)
- Celastrina serotina Pavulaan et Wright, 2005
- Celastrina sugitanii (Matsumura, 1919) presente in Giappone, in Corea e nel nord-est della Cina
  - Celastrina sugitanii sugitanii
  - Celastrina sugitanii ainonica Murayama, 1952
  - Celastrina sugitanii kyushuensis Shirôzu, 1943
  - Celastrina sugitanii leei Eliot & Kawazoé, 1983
  - Celastrina sugitanii lenzeni Forster, 1941
  - Celastrina sugitanii sachalinensis (Esaki, 1922)[1]